# Aeonium castello-paivae
Aeonium castello-paivae Bolle, és una espècie de planta tropical amb fulles suculentes que pertany al gènere Aeonium a la família de les crassulàcies.

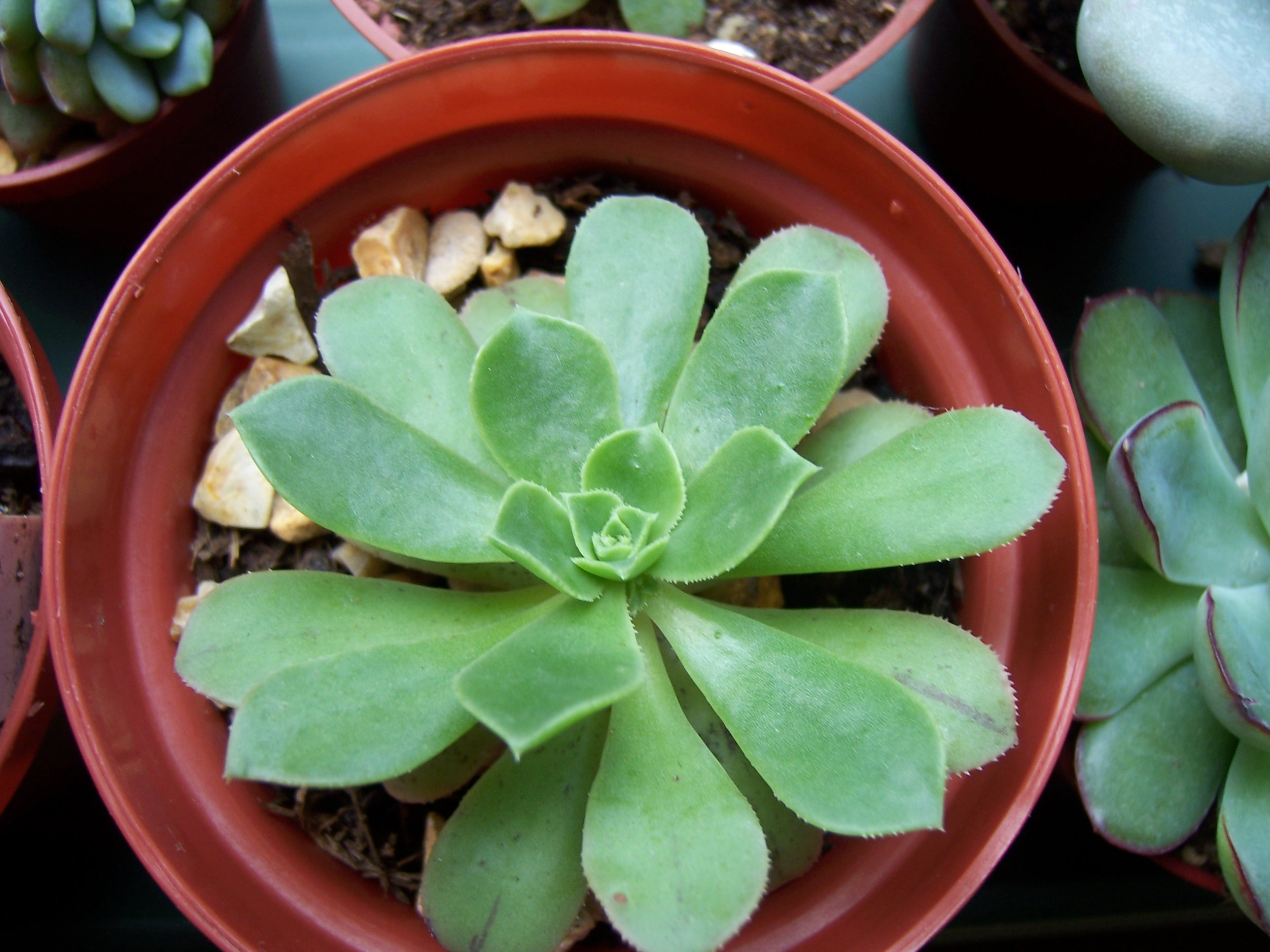
Com a planta ornamental

## Descripció
Pertany al grup d'espècies arbustives ramificades. Les flors són de color blanc-verdós. Les fulles són obovades i espatulades, glabres, de color verd pàl·lid a verd groguenc, normalment variegades amb ratlles vermelloses, i disposades en rosetes petites, de 3-7 cm de diàmetre, amb les fulles internes més o menys erectes.

## Distribució geogràfica
Aeonium castello-paivae és un endemisme de La Gomera a les Illes Canàries.

## Taxonomia
Aeonium castello-paivae va ser descrita per Carl Bolle i publicat a Bonplandia 7: 240. 1859
Etimologia
aeonium: nom genèric del llatí aeonium, aplicat per Dioscòrides Pedaci a una planta crassa, probablement derivat del grec aionion, que significa "sempre viva".
castello-paivae: espècie dedicada al portuguès, Baró do Castello de Paiva.
Sinonímia
- Aeonium gomeraeum Webb ex-Christ
- Aeonium paivae (Lowe) Lam.
- Sempervivum castello-paivae (Bolle) Christ
- Sempervivum paivae Lowe[3][4]